# Курганов, Иван Алексеевич
Ива́н Алексе́евич Курга́нов (фамилия при рождении и до 50-х годов — Кошкин; 1 января 1895, Яранский уезд, Вятская губерния — 16 сентября 1980, Нью-Йорк, Нью-Йорк) — российский и советский экономист, американский советолог. Доктор экономических наук (1940).
Во время Великой Отечественной войны был коллаборационистом, участвовал во власовском движении в качестве члена национального совета Комитета освобождения народов России. После эмиграции член Народно-трудового союза и активный участник антикоммунистического движения, а также занимался изучением и подсчётом потерь населения СССР за период советской власти.

## Детство и юность
Родился в крестьянской семье в деревне Займище Шалаховское Троицкой волости Яранского уезда Вятской губернии.
В девять с половиной лет начал работать по найму рассыльным в волостном управлении и писарем. С 1907 года жил в Уфе, был учеником-рабочим на заводе Фёдорова, а затем писарем в конторе. Позднее поселился в Кургане, где начал работать табельщиком у подрядчика плотницких работ, но уже вскоре занялся торговлей железом и был конторщиком в магазине.

## Бухгалтер и офицер
Одновременно много учился, в 1911 году закончил коммерческие курсы бухгалтерии. С того же года работал бухгалтером, а затем главным бухгалтером в Союзе сибирских маслодельных артелей. В 1915 году, закончив экстерном Курганскую мужскую гимназию, занял должность главного бухгалтера Уральского союза потребительских обществ.
В 1916—1917 годах служил в армии, закончил Чистопольскую школу прапорщиков, участвовал в Первой мировой войне на Кавказском и Западном фронтах. После демобилизации вернулся в Курган, где работал бухгалтером в городской управе. Некоторое время служил офицером в Русской армии адмирала А. В. Колчака, затем работал в кооперации и Томском продовольственном комитете «Упродукт», недолго учился на историко-филологическом факультете Томского университета. В мае 1920 года был арестован как бывший колчаковский офицер, и до октября того же года содержался в концлагере в Омске.
В октябре 1920 года вместе с другими офицерами был отправлен в Москву, а оттуда в Петроград, где содержался в тюрьме «Кресты», но через месяц был освобождён. Поступил на работу бухгалтером на центральный карантинный пункт, затем являлся заместителем уполномоченного Сибирского краевого союза потребительских обществ, главным бухгалтером, заместителем управляющего Ленинградской областной конторы «Маслоцентр». В 1921 году вновь ненадолго арестовывался, но освобождён как служивший в белой армии по мобилизации, происходивший из крестьянской семьи и не представлявший угрозы для советской власти.

## Учёный-экономист
С 1924 года — доцент Ленинградского института народного хозяйства имени Ф. Энгельса. Как опытный практик в области бухгалтерии он был допущен к преподаванию без диплома о высшем образовании, который так и не получил (в 1920-е он учился во Всесоюзном заочном финансово-экономическом институте, но не окончил его). С 1927 года — доцент факультета советского права Ленинградского государственного университета. Также преподавал во Всесоюзной академии потребительской кооперации. До 1930 года совмещал педагогическую деятельность с бухгалтерской работой.
С 1930 года — преподаватель, в 1934—1935 годах — профессор Ленинградского института советской торговли имени Ф. Энгельса. С 1936 — профессор Ленинградского финансово-экономического института (ЛФЭИ), с 1937 года, одновременно, профессор Московского института советской кооперативной торговли. Также руководил секцией планирования в Ленинградском научно-исследовательском институте потребительской кооперации. С 1940 — декан финансового факультета ЛФЭИ, с декабря 1941 — заместитель директора ЛФЭИ по научной работе (во время блокады Ленинграда институт продолжал работать).
С 1940 года — доктор экономических наук (тема диссертации: «Вопросы учёта основных фондов»). Всего в советский период издал свыше 60 работ по бухгалтерскому учёту. Автор книг «Счетоводство первичных потребительских кооперативов» (1926), «Лавочная отчётность. Документировка, учёт и отчётность розничных предприятий» (1929, переиздания в 1930 и 1932), «К методике оперативно-балансового учёта» (1933), «Вопросы учёта основных фондов» (1939), «Система подготовки и переподготовки бухгалтерских кадров» (1939), «Построение бухгалтерских счетов (Теория счёта)» (1940), «Построение бухгалтерского баланса (Теория баланса)» (1940). По оценкам современников, его труды отличались простотой и чёткостью изложения, связью теории с практикой, анализом практически всех проблем, имевшихся в то время в бухгалтерском деле.
У него была квартира в центре Ленинграда, и дача в Сосновом Бору.
В начале Великой Отечественной войны дочь профессора Кошкина Римма была мобилизована вместе с другими студентами Первого Ленинградского медицинского института на рытье противотанковых рвов на подходах к городу, однако вскоре её оттуда забрала мать. В мемуарах «В дни войны» Римма затем написала, что смысла в устройстве укреплений нет, а молодые люди только напрасно истощили на работах свои силы. Однако историк Алан Кларк отметил, что несмотря на то, что противотанковые заграждения на подступах к Ленинграду не всегда были хорошо расположены и выполнены, их было много, и они затруднили наступление немцев, в результате чего те вынуждены были не штурмовать город, а взять его в блокаду.
20 марта 1942 года профессор Кошкин с семьёй был эвакуирован из Ленинграда, где на станции Войбокола эвакуированные получили обильное горячее питание. Зная о том, как опасно для истощённых людей принимать обильную пищу, жена профессора предостерегла от этого свою семью, однако остальных людей не предупредила (в воспоминаниях Р. И. Нератовой "В дни войны" нет конкретного указания на то, предупредила она Ленинградцев или нет). Эвакуированные стали заболевать и умирать от дизентерии на глазах Кошкиных.
ЛФЭИ был эвакуирован в Ессентуки, где Кошкин был назначен исполняющим обязанности директора.

## Коллаборационизм
В августе 1942 года, перед занятием немецкими войсками Ессентуков, в семье Кошкиных возник спор: уезжать ли в эвакуацию или остаться. Римма выступала за эвакуацию и рассчитывала отсидеться в Сибири, её сестра и отец связывали с немцами возможность попасть на Запад и приняли решение остаться в городе.
Принял предложение работать на оккупантов в финансовом отделе городской управы. В декабре 1942 года покинул Ессентуки вместе с отступавшими немецкими войсками и перебрался в г. Львов, где получил службу в подотчётной Имперскому министерству народного просвещения и пропаганды организации «Винета». Бежал от наступающей Красной армии в Берлин, где работал сварщиком на заводе. Участвовал в деятельности «власовского» движения в качестве члена национального совета Комитета освобождения народов России (КОНР). Его дочь, Римма, работала художником в министерстве пропаганды Третьего Рейха.
В 1945 году бежал на Запад, но был передан СМЕРШ американскими властями и затем отправлен в советский репатриационный лагерь, откуда совершил побег; вновь был задержан американцами, но на этот раз выдан не был.

## Деятельность в эмиграции
Жил в Германии, а с 1949 года — в США, где вначале работал упаковщиком на спичечной фабрике. С 1951 года активно участвовал в деятельности Народно-трудового союза, был активистом антикоммунистического движения, в 1957 году выступал с основным докладом на Гаагском конгрессе «За права и свободу в России», публиковался в журнале «Посев» и ряде других эмигрантских изданий.
В США под фамилией Курганов (выбранной, видимо, в память о жизни в Кургане) опубликовал ряд советологических трудов, в которых значительное место уделялось демографической проблематике. Среди них: «Нация в СССР и национальный вопрос» (1961), «Семья в СССР» (1967), «Женщины и коммунизм» (1968). Первым занялся подсчётом потерь населения СССР за период советской власти. По его мнению, в 1917—1959 годах население в СССР потеряло 110,7 млн человек — с учётом как прямых потерь, так и биологического ослабления нации вследствие падения рождаемости. Полагал, что к таким драматическим потерям привели как войны и репрессии, так и разрушение традиционной семьи, повлёкшее за собой нарушение динамики прироста населения.
В 1963 году Курганов (Кошкин) опубликовал в альманахе «Мосты» большую статью «Социалистические государства и национал-коммунизм», посвящённую вопросам появления и развития этого феномена, который он считал не изменой коммунизму, а особым путём к нему, использовавшим национальные особенности для достижения интернациональных целей коммунистической партии.
Курганов печатался в журналах «Посев», «Мосты», «Грани», «Новый журнал».
Иван Курганов умер 16 сентября 1980 года в городе Нью-Йорке штата Нью-Йорк.

## Критика и оценки
Журнал «Посев», в связи с 80-летием Курганова писал следующее: «В его статьях, в его трёх книгах собран богатейший фактический материал. В его трудах — прошлое, настоящее и будущее коммунизма, в цифрах и фактах, глубоко проанализированных, с выводами, строго обоснованными. В его трудах — уничтожающая критика коммунизма как системы, подавляющей личность… Его труды, где нет лишних слов, где даны формулировки предельной точности и ясности, — крупный вклад в ту науку, которую можно определить как коммунизмоведение».
Данные статистических исследований Курганова (Кошкина) о потерях СССР в период с 1917 по 1959 год, в частности опубликованные 12 апреля 1964 года в газете «Новое русское слово» в статье «Три цифры», получили известность в среде эмиграции, на них ссылался Александр Солженицын во втором томе «Архипелага ГУЛАГ» (хотя и указывал, что не ручается за них и ссылается из-за отсутствия официальных) и в марте 1976 года в интервью испанскому телевидению. Однако даже в среде эмиграции компетентность Курганова (Кошкина) в данном вопросе подвергалась сомнению. Так, советский демограф в эмиграции С. Максудов (А. П. Бабёнышев), специализировавшийся на изучении потерь населения СССР, писал:

И. Курганов является характерным представителем эмигрантской демографической науки. Скорее, следовало бы сказать, псевдонауки. Так как подлинно научное направление не замыкается на собственный результат, а рассматривает все имеющиеся по данному вопросу сведения; не исходит из априори известных предпосылок, а стремится к установлению истины, какой бы неожиданной она не была; пересматривает свою методику под воздействием критических замечаний. Эти признаки почти полностью отсутствуют у рассматриваемой школы. Они печатаются в нескольких популярных изданиях… не пытаются проанализировать, почему у западных демографов иные результаты, а обычно просто замалчивают их исследования или выхватывают из них отдельные угодные для концепции сведения, очень враждебно относятся к любым критическим замечаниям, и, декларируя на словах заинтересованность в установлении истины, отказываются обсуждать вопросы по существу.
Доктор исторических наук, профессор кафедры отечественной истории XX—XXI веков Южного федерального университета, главный научный сотрудник Института социально-экономических и гуманитарных исследований Южного научного центра РАН Е. Ф Кринко и доктор исторических наук, доцент, ведущий научный сотрудник Центр изучения истории территории и населения России Института российской истории РАН, директор Краснодарского краевого отделения общества «Мемориал» С. А. Кропачёв отмечают следующее: 

Эмигрантские издания систематически публиковали материалы о сталинизме и массовых политических репрессиях С. Максудова (А. П. Бабенышева), И. Курганова, Б. Николаевского, Б. Яковлева (Н. А. Троицкого), М. Агурского, Ю. Фельштинского, Д. Вересова, А. Авторханова и других выходцев из СССР. Многие из них носили откровенно пропагандистский характер. Так, в середине 1960-х гг. И. Курганов опубликовал сенсационные данные о гибели в СССР в довоенный период 55 млн чел. В данном случае он смешал прямые потери с косвенными (снижением рождаемости). Более основательный характер носят исследования историка и демографа С. Максудова, разработавшего собственную методику расчётов повышенной убыли населения СССР в 1918—1940-х гг. Он дифференцировал потери населения в зависимости от вызвавших их причин (голод, массовые политические репрессии, снижение уровня жизни и т. д.).
Игорь Пыхалов подверг критике методику Курганова, назвав её «вздорной» и антинаучной, и отметил, что подход Курганова является не добросовестным заблуждением, а сознательной манипуляцией и подтасовкой фактов.
Аналогичной критике методику Курганова подверг журналист Андрей Сидорчик, который считает, что Курганов лгал сознательно, поскольку «продавать на Западе в эпоху холодной войны серьёзные исследования об СССР было куда труднее, чем политические „ужастики“».
Журналист и автор ряда исторических исследований Д. Ю. Лысков также поставил под сомнение методологию Курганова:

То есть, с точки зрения бухгалтера-«демографа» Курганова, население во время Великой Отечественной войны должно было прирастать, как 1900—1910, 1919-39-м, невзирая на внешние обстоятельства. Не знаю, нужны ли тут комментарии. По-моему, не очень.

## Избранные труды
Книги
- Курганов И. Реформизм в СССР. — 1958.
- Курганов И. Нации СССР и русский вопрос. — 1961.
- Курганов И. Семья в СССР, 1917—1967. — 1967.
- Курганов И. Женщины и коммунизм. — 1968.

Статьи
- Курганов И. Три цифры // Новое русское слово. — 1964. — 12 апреля.
  - (перепечатка) // Посев. — 1977. — № 12.

## Семья
- Брат — Василий Кошкин[d].
  - Племянник (сын Василия) — Геннадий Кошкин, проживает в городе Берёзовский, Свердловской области[d].
- Две дочери.
  - Дочь — Римма Нератова (1922—2004) — художник (Живопись, иконопись, декоративно-прикладное искусство), автор книги воспоминаний «В дни войны. Семейная хроника»[e].
- Внук (сын Риммы) — Александр Нератов (род. 22 октября 1952[d][14]) окончил Корнельский университет и стал архитектором в США, строил дом для А. И. Солженицына в штате Вермонт[1][f][14].